# Chromocryptus alvaradoi
Chromocryptus alvaradoi är en stekelart som beskrevs av Porter 1985. Chromocryptus alvaradoi ingår i släktet Chromocryptus och familjen brokparasitsteklar. Inga underarter finns listade i Catalogue of Life.